# This Is a Standoff
I This Is a Standoff sono stati un gruppo melodic hardcore punk canadese.

## Storia
Si formano nel 2007 dall'ex-cantante e chitarrista (Steve Rawles) e dall'ex-batterista (Graham Churchill) dei Belvedere, insieme a John Meloche, chitarrista dei Forty Cent Fix, e a Corey Tapp, al basso negli One Shot Left. Con questa formazione pubblicano nel 2007 il primo album della band, Be Excited, seguito da un tour in Europa e in Canada, a fianco di band come Strike Anywhere, The Flatliners e Carpenter, e con qualche data divisa con Bad Religion e Lagwagon. Nel 2009 escono con un nuovo album, Be Disappointed, prodotto da Dmbmusic registrato in Canada e mixato in Italia. Il 1º settembre viene pubblicato Be Delighted, un EP contenente 5 nuove tracce.
Il pomeriggio del 7 febbraio 2012 viene annunciato nel sito ufficiale della band e nella pagina facebook lo scioglimento del gruppo, scatenando il dispiacere dei numerosi fan.

## Formazione
- Steve Rawles - chitarra, voce
- John Meloche - chitarra
- Nick Kouremenos - basso
- Graham Churchill - batteria

## Discografia
- 2007 - Be Excited
- 2009 - Be Disappointed
- 2011 - Be Delighted EP

## Ex-Componenti
- Corey Tapp - basso - (2007 - 2010)